# 民權西路
民權西路是臺北市重要東西向道路之一，為台1甲線之一部分，路名取自中華民國國父孫中山先生所著三民主義（民生、民權、民族）。屬雙向道路，不分段，部份路段設有公車專用道，西起環河北路，與台北大橋銜接；東於中山北路口接民權東路。此外，中和新蘆線（大橋頭站-民權西路站段）即通過此路地下。
由於民權西路連接台北大橋，因此成為三重、蘆洲、新莊等地與臺北市中心往來的交通要道。

## 沿線設施
（由東至西）
- 臺北民權郵局(22號)
- 捷運民權西路站(72號)
- 台北市公共自行車租賃系統捷運民權西路站(3號出口)
- 捷運線型公園
- 朝代大戲院(136號)
- 臺北大橋
- 台灣中油公司民權西路加油站(194號)
- 臺北市立民權國民中學(正門位於重慶北路三段1號)
- 臺北市大同區大橋國民小學(正門位於重慶北路三段2號)
- 捷運大橋頭站(223號B1)
- 台北市公共自行車租賃系統捷運大橋頭站(2號出口)(223號)
- 稻江商職(225巷24號)
- 台北橋郵局(246號)